# Billaea friburgensis
Billaea friburgensis là một loài ruồi trong họ Tachinidae.